# 郡上市役所
郡上市役所（ぐじょうしやくしょ）は、地方公共団体である岐阜県郡上市の組織が入る施設（役所）。

## 概要
- 庁舎は旧・郡上郡八幡町役場（1994年完成）である。本庁舎（鉄筋コンクリート造地上5階地下1階建）、付属棟（鉄筋コンクリート3階建）、八幡防災センター（鉄筋コンクリート2階建）、家畜診療所（木造平屋建）で構成されている。
- 郡上市の組織の一部は、郡上総合庁舎、郡上市産業プラザ、郡上市総合文化センターにある。

## 業務時間
- 月曜日から金曜日の8時30分から17時15分（土曜日・日曜日・祝日・年末年始を除く）

## 業務内容

### 本庁舎
4階
- 議場
- 議会事務局

3階
- 秘書広報課
- 企画課
- 政策推進課
- 人事課
- 情報課
- 総務課
- 財政課
- 契約管財課

2階
- 農務水産課
- 林務課
- 畜産課
- 健康課
- 高齢福祉課

1階
- 市民課
- 税務課
- 健康課
- 保険年金課
- 児童家庭課
- 会計課

### 付属棟
- 水道総務課
- 水道工務課
- 環境課

### 郡上総合庁舎
2階
- 建設総務課
- 都市住宅課
- 建設用地課
- 建設工務課

### 郡上市産業プラザ
3階
- 郡上ケーブルテレビ放送センター

2階
- 商工課
- 観光課

### 郡上市総合文化センター
3階
- 教育課
- スポーツ振興課

1階
- 総務課
- 社会教育課

## 振興事務所
大和振興事務所　
- 所在地：岐阜県郡上市大和町徳永585
- 旧・郡上郡大和町役場（1988年完成）である。鉄筋コンクリート造3階建、延床面積は5,033㎡。

白鳥振興事務所
- 所在地：岐阜県郡上市白鳥町白鳥38-1
- 旧・郡上郡白鳥町役場（1971年完成）である。鉄筋コンクリート造3階建、延床面積は4,319㎡。

高鷲振興事務所
- 所在地：岐阜県郡上市高鷲町大鷲2349-1
- 旧・郡上郡高鷲村役場（1972年完成）である。鉄筋コンクリート造3階建、延床面積は3,165㎡。

美並振興事務所
- 所在地：岐阜県郡上市美並町白山725-3
- 旧・郡上郡美並村役場（1972年完成）である。鉄骨鉄筋コンクリート造3階建、延床面積は1,805㎡。

明宝振興事務所
- 所在地：岐阜県郡上市明宝二間手606-1
- 2005年完成。木造2階建。延床面積は860㎡。

和良振興事務所
- 所在地：岐阜県郡上市和良町沢882
- 2015年完成。木造2階建。延床面積は1,070㎡。

## 交通アクセス
- 長良川鉄道「郡上八幡駅」下車、徒歩約20分。
- まめバス「郡上市役所」バス停より徒歩すぐ。
- 郡上八幡自主運行バス相生線「郡上市役所」バス停より徒歩すぐ。